# Шклярук, Павел Васильевич
Па́вел Васи́льевич Шкляру́к (1946, Одесса — 6 июня 1966, Саратов) — лётчик-курсант. Погиб во время учебного полёта, отводя падающий самолёт от нефтебазы в посёлке Увек у окраины Саратова (ныне — микрорайон на территории современного Саратова).

## Биография
Павел Васильевич Шклярук — уроженец Одессы. Член ВЛКСМ.
Получил разряд по планерному спорту, увлекался парашютизмом.
Учился в Армавирском высшем Краснознамённом военном авиационном училище лётчиков противовоздушной обороны (АВВАКУЛ) в группе офицера В. Евреинова.
После 4-го курса проходил лётную практику.
Самолёт Л-29 Павла Шклярука взлетел с аэродрома Сокол (в то время — аэродром Армавирского лётного училища).
На высоте 300 метров отказал двигатель; попытки запустить его к успеху не привели. Самолёт в это время направлялся в сторону нефтебазы. Павел Васильевич запросил разрешение посадить самолёт на Волгу. Получил «добро».
Лётчик направил машину на Волгу. Избегая столкновения с многопалубным теплоходом и железнодорожным мостом, вошёл в воду с нерациональным для посадки углом.
Место, куда упал самолёт, местные жители называют «ковшом»: оно располагается в центре заселённой местности (нефтебаза, железнодорожный мост, пляж, посёлок – всё это находится неподалёку друг от друга).
В дальнейшем, водолазы смогли обнаружить только крылья от самолёта. Тело героя осталось в реке, унесённое течением.

### В СМИ
- В 1966 г. о гибели Павла Шклярука писала «Красная Звезда».
- В журнале «Кругозор» в том же году, в номере 9 (подписан к печати 18 августа) вышла специальная звуковая страница № 3 «Павел Шклярук прощается с землёй», в том числе — с уникальной записью переговоров курсанта с «землёй», голосами очевидцев катастрофы, песнями в исполнении Юрия Визбора («Не пожелай ни дождичка, ни снега…» и «Пропали все звуки»). В самом номере были опубликованы фото Шклярука и статья «Высшая математика подвига».

## Награды
Награждён:
- — орденом Красной Звезды. Посмертно.

## Память
- В этом же году Юрий Визбор написал песню «Пропали все звуки» о подвиге курсанта Павла Шклярука, о последних 24 секундах его жизни[1][2].
- В Одессе:
  - на доме, где жил курсант (Фонтанская дорога, 91 дом. Приморский район, Одесса 65016), установлена мемориальная доска[3].
  - именем Шклярука назван аэроклуб (находится на Преображенской, 88).
  - именем Шклярука назван сквер.
  - именем Шклярука названа улица[4].